# Com'erano venute buone le ciliegie nella primavera del '42
Com'erano venute buone le ciliegie nella primavera del '42 è il decimo album di Mario Castelnuovo.

## Il disco
L'album è stato registrato e mixato al Lilliput Studio di Roma; l'arrangiatore dei brani è, insieme a Mario, Alberto Antinori.
Le canzoni sono tutte scritte da Mario Castelnuovo; il testo della canzone Novena del porto è ispirato al romanzo Sgobbo di Giosuè Calaciura, ed è inoltre presente tra le tracce dell'album un frammento di venti secondi tratto dalla Fantasia K 397 in re minore di Wolfgang Amadeus Mozart.
La copertina è di Veronica Feracco e rappresenta una ciliegia con lo sfondo nero.

## Tracce
1. Radio valzer - 1:44
2. L'Ave Maria di un clown - 3:50
3. Che ora è - 3:07
4. Piccolo giudice (siciliana) - 4:11
5. Montaperti - 3:04
6. Compagnia d'arte scenica viaggiante - 3:24
7. Il florilegio - 4:09
8. Fuori i secondi - 4:00
9. Le galline del convento delle suore di clausura (sono malate) - 3:32
10. Novena del porto - 4:02
11. Fantasia K 397 in re minore [frammento] (W.A. Mozart) - 0:20
12. La sinfonia dei grilli - 3:23
13. Com'erano venute buone le ciliegie nella primavera del '42 - 3:05

Testi e musiche di Mario Castelnuovo
Prodotto da Mario Castelnuovo e Alberto Antinori

## Musicisti
- Mario Castelnuovo: voce, chitarra acustica
- Alberto Antinori: chitarra, programmazione computer
- Lilli Greco: pianoforte
- Erma Castriota: violino
- William Di Tacco: contrabbasso
- Rossella Seno: voce femminile
- Paola Grande: soprano
- Lina Wertmüller: voce recitante in Com'erano venute buone le ciliegie nella primavera del '42
- Athina Cenci: voce recitante in Montaperti